# Miltochrista lutescens
Miltochrista lutescens är en fjärilsart som beskrevs av Rothschild 1936. Miltochrista lutescens ingår i släktet Miltochrista och familjen björnspinnare. Inga underarter finns listade i Catalogue of Life.